# United States Strategic Command
United States Strategic Command (skrót: USSTRATCOM) – jedno z dziewięciu Zintegrowanych Dowództw Operacyjnych Departamentu Obrony Stanów Zjednoczonych. Jest odpowiedzialne za działania w przestrzeni kosmicznej (np. satelity wojskowe), operacje informacyjne (np. wojna informacyjna), obronę antyrakietową, globalne stanowisko dowodzenia, wywiad wojskowy, obserwacje i zwiad (C4ISR), ataki globalne i strategiczne odstraszanie (arsenał jądrowy Stanów Zjednoczonych) oraz walkę z bronią masowego rażenia.
Strategic Command powstało w 1992 roku jako następca Strategic Air Command (SAC). Kwatera główna znajduje się w Offutt Air Force Base, na południe od miasta Omaha (Nebraska). W październiku 2002 roku dowództwo połączono z United States Space Command (USSPACECOM).
W United States Strategic Command pracuje ponad 2700 osób.
Strategic Command jest jednym z trzech Zintegrowanych Dowództw Operacyjnych (Unified Combatant Commands), będących dowództwami funkcyjnymi, a pozostałe sześć to geograficzne dowództwa. Zapewnia ono amerykańskim przywódcom jednolite środki, pozwalające lepiej zrozumieć konkretne zagrożenia na całym świecie, a także środki umożliwiające szybką odpowiedź na takie niebezpieczeństwa.

## Dowództwo
| Nr  | Zdjęcie | Nazwisko                                  | Kadencja  |
| --- | ------- | ----------------------------------------- | --------- |
| 1.  |         | generał George Lee Butler (USAF)          | 1992–1994 |
| 2.  |         | admirał Henry G. Chiles, Jr. (USN)        | 1994–1996 |
| 3.  |         | generał Eugene E. Habiger (USAF)          | 1996–1998 |
| 4.  |         | admirał Richard W. Mies (USN)             | 1998–2002 |
| 5.  |         | admirał James O. Ellis, Jr. (USN)         | 2002–2004 |
| 6.  |         | generał James E. Cartwright (USMC)        | 2004–2007 |
| –   |         | porucznik generał C. Robert Kehler (USAF) | 2007      |
| 7.  |         | generał Kevin P. Chilton (USAF)           | 2007–2011 |
| 8.  |         | generał C. Robert Kehler (USAF)           | 2011–2013 |
| 9.  |         | admirał Cecil D. Haney (USN)              | 2013–2016 |
| 10. |         | generał John E. Hyten (USAF)              | 2016–2019 |
| 11. |         | admirał Charles A. Richard (USN)          | 2019–     |